# 月隈公園

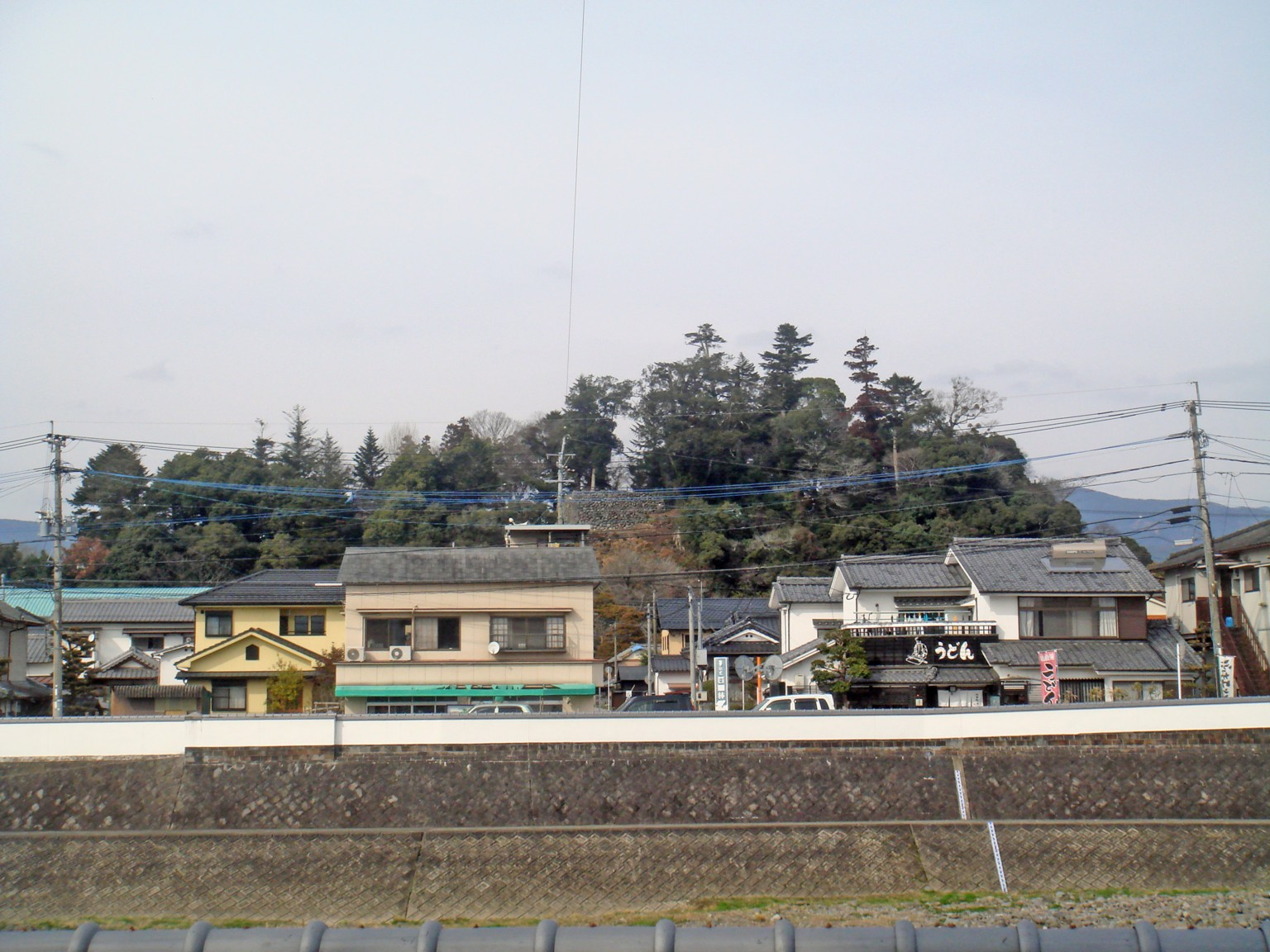
月隈公園遠景

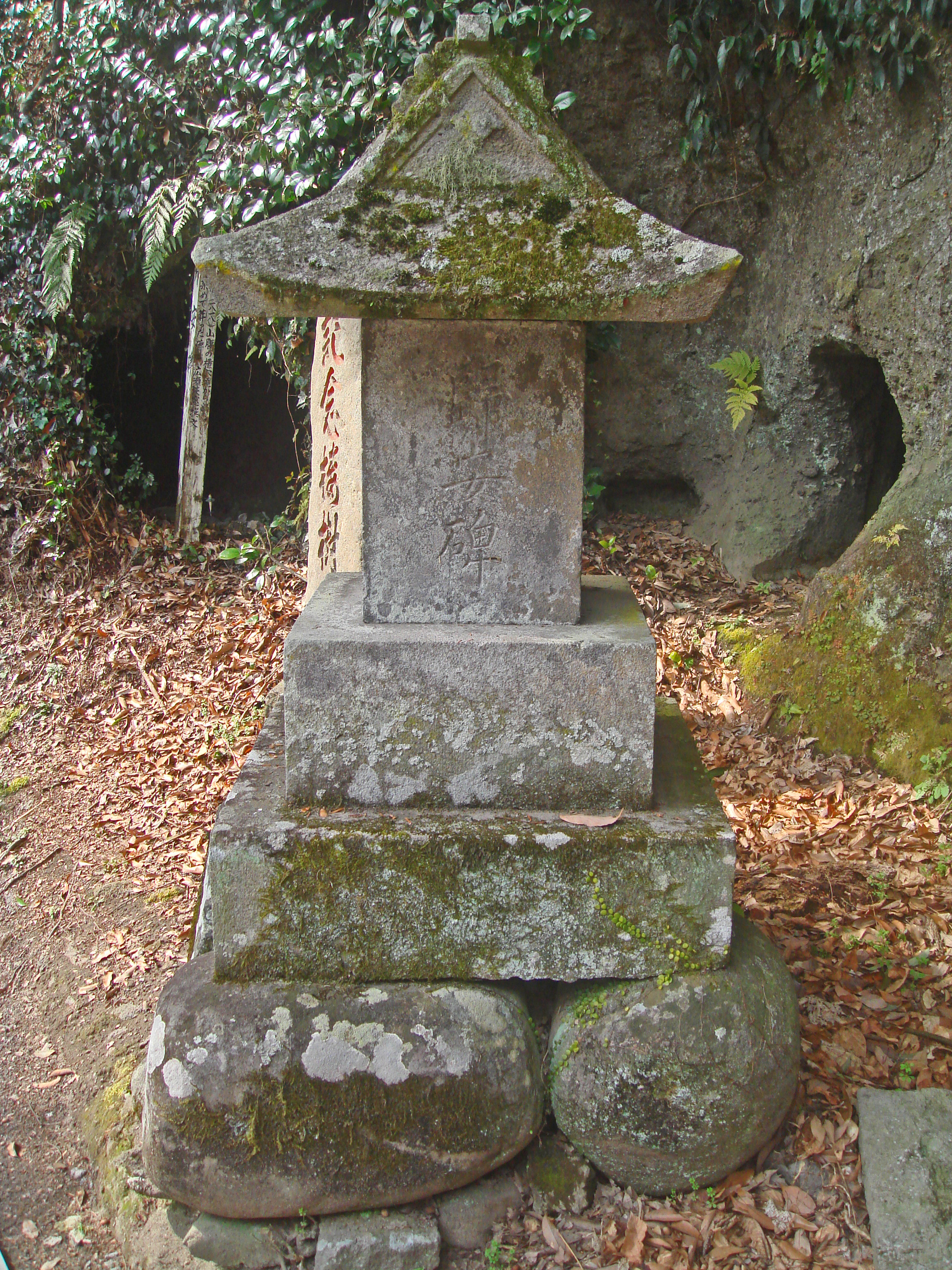
帰安碑

月隈公園（つきくまこうえん、つきのくまこうえん）は、大分県日田市丸山2丁目にある公園である。

## 概要
侵食によって形成された残丘である日田三丘（日隈・月隈・星隈）のうち一つで、古くは月隈山と呼ばれた。「丸山」「長山」「永山」とも呼ばれ、また豆田町方面の城跡であることから「豆田の城山」とも呼ばれる。

## 歴史
中腹には30数ヶ所の横穴墓がある。1818年（文化15年）、塩谷大四郎正義郡代時代に金比羅社を建立するための山道拡張と修復工事が行われた際、横穴より人骨が出土した。この人骨は古代日田地方を治めていたとされる豪族日下部氏一族の墓であると考えられている。この人骨の供養のため、塩谷は「帰安碑」という供養塔を建立した。碑文は廣瀬淡窓によるものである。
江戸時代の1601年（慶長6年）には丸山城が築かれたが、日田陣屋設置に伴い廃城とされ、現在は石垣や堀の一部が残っている。頂上近くに月隈神社があり、境内には代々の代官が献納した石灯籠がある。
1871年（明治4年）、三の丸跡広場に日田県県知事官舎や県庁が設置された。日田県が大分県へ併合された後、県知事官舎跡には日田区裁判所が置かれ、県庁跡は大分県立日田林工高等学校の敷地となった。1910年（明治43年）、城山部分は旧跡保存のため公有地とされ、1915年（大正4年）には公園となった。
日田区裁判所移転後、跡地は広場として整備され普段はおもにゲートボール場として使われているが、秋ごろには日田天領まつりのイベント会場として使用される。東部の堀跡には遊具を設置した児童公園とプールがある。